# Korfbalvereniging Mariarade
KV Mariarade, is een Nederlandse korfbalvereniging uit Hoensbroek. De club is opgericht op 29 februari 1968 en is naast KV Maastricht en Ready uit Roermond een van de drie gemengde korfbalverenigingen in Limburg.  
Korfbalvereniging Mariarade speelde bij de oprichting in de wijk Mariarade in Hoensbroek. Halverwege de jaren 90 telde de vereniging 300 leden, en was de accommodatie te klein geworden. De vereniging verhuisde toen naar de oude accommodatie van VCT Hoensbroek. Door de aanleg van de N300 (beter bekend als de Ring Parkstad) moest de vereniging in 2012 opnieuw verhuizen, ditmaal naar een terrein in het stadsdeel Nieuw Lotbroek, naast het terrein van FC Hoensbroek. 
Door de veranderingen in de korfbalsport heeft de club in 2019 een kunstgrasveld aangelegd.

## Prestaties
Mariarade heeft in de hoogtijjaren in de 1ste klasse van het KNKV gespeeld. De vereniging telde toen vijf seniorenteams, en in iedere jeugdklasse één of twee teams. In 1981 promoveerde de club naar de 1e klasse.
In 1984 degradeerde de club uit de districsklasse, nadat interne problemen in 1983 hadden gezorgd voor het vertrek van de voorzitter en een aantal spelers. In 1985 degradeerden zowel het veld- als het zaalteam.
Anno 2022 speelt Mariarade geen wedstrijdkorfbal meer maar is het met 6 teams actief in het breedtekorfbal.

## Paastoernooi
In de jaren 90 organiseerde Mariarade het paastoernooi. Om de selectie voor te bereiden op de 2de helft van de veldcompetitie kwamen er sterke teams naar Limburg toe. Vaak al op de vrijdag om te trainen, op de zaterdag een ochtendtraining, gevolgd door een feestavond, en op zondag de wedstrijden. De deelnemende clubs kwamen uit België, Engeland, Zuid-Afrika en Nederland. De ploegen die het paastoernooi hebben bezocht waren o.a. Exselsior, Udiros, PKC, Die Haghe, Deetos, Putse Korfbal Club, Scaldis en BEC. Udiros heeft het toernooi vijfmaal op rij gewonnen. Het laatste paastoernooi werd gewonnen door Putse uit België.  

## Wereldrecord
In 2003 bestond Mariarade 35 jaar. Hiervoor was er een feestweekend georganiseerd. Tijdens dat weekend hebben Nicolette Kamminga, Albert Oosting, Sonja Mostard-de Ruiter en André Mostard het wereldrecord koppelschieten verbroken. In 13 uur, één minuut en 46 seconden scoorde het viertal 2200 keer. Dit was toen op een rieten korf, 3,5 meter hoog en op 7 meter afstand. Het oude record, dat op naam van ASVD uit Dronten stond, werd daarmee na 20 jaar verbroken. 